# Identitäre Demokratietheorie
Die identitäre Demokratietheorie ist eine Staatstheorie, die von der Möglichkeit einer völligen Identität zwischen Herrschern und Beherrschten ausgeht und diese anstrebt. Sie wird in der Politikwissenschaft kontrovers diskutiert und weitgehend als außerdemokratisch eingestuft.
Vater der identitären Demokratietheorie ist Jean-Jacques Rousseau. Allerdings meinte dieser, dass wahre Demokratie nur etwas für Götter sei; für den Menschen dagegen sei sie unerreichbar. Prägend für die Umsetzung sei die Findung und Bildung der volonté générale, des gemeinsamen Willens aller.
Die direkte Demokratie, wie sie in Landsgemeinden der Schweiz und den Einwohnerversammlungen der neuenglischen Staaten in den USA praktiziert wird, kommt der identitären Demokratie am nächsten, ist allerdings in den USA auf Angelegenheiten innerhalb der Einzelstaaten beschränkt.